# Pavel Bobošík
Pavel Bobošík (24. září 1963 Praha – 16. března 2022) byl český podnikatel ve sklářském průmyslu.

## Život
Pavel Bobošík vystudoval ekonomiku zahraničního obchodu na Vysoké škole ekonomické v Praze. Stal se manažerem a později podnikatelem ve sklářství. V roce 1992 spoluzakládal českou pobočku německé sklářské společnosti Sahm. Kromě toho byl členem představenstva Českého svazu pivovarů a sladoven a krátce také poslaneckým asistentem své ženy poté, co se v roce 2004 stala poslankyní Evropského parlamentu. V poslední dekádě pracoval jako poradce a manažer ve sklářství v Rusku.
Jeho manželkou byla politička Jana Bobošíková, se kterou se seznámil během studií na vysoké škole. 
Pavel Bobošík zemřel 16. března 2022 na onkologické onemocnění.